# Le Code du tueur
Le Code du tueur (Code of a Killer) est une mini-série britannique en deux parties, racontant l'histoire vraie de la découverte de l'empreinte génétique par Alec Jeffreys en 1984 et de son utilisation par la police pour résoudre le cas d'un double meurtre survenu dans les années 1980 en Angleterre. Cette docufiction est diffusée sur ITV les 6 et 13 avril 2015.

## Synopsis
En 1984, le commissaire en chef David Baker dirige l'enquête sur les meurtres de Lynda Mann et Dawn Ashworth, deux écolières du Leicestershire, perpétrés par Colin Pitchfork, tandis qu'Alec Jeffreys est un scientifique qui découvre une méthode remarquable pour lire l'empreinte génétique de chaque individu. Convaincu que le meurtrier est originaire de la région, Baker fait appel à Jeffreys pour se servir de sa découverte. La première chasse à l'homme avec tests sanguins et ADN est ainsi lancée pour attraper l'auteur des deux meurtres.

## Distribution
- John Simm (VF : Tanguy Goasdoué) : Alec Jeffreys
- Anna Madeley : Sue Jeffreys
- David Threlfall : DCS David Baker
- Lorcan Cranitch (en) : DI Alan Madden
- Jaz Deol : DC Taran Kholi
- Andrew Tiernan : Jeoff Taylor
- Robert Glenister (VF : Philippe Peythieu) : DCC Chapman
- Adam Nagaitis (VF : Benoît Du Pac) : Ian Whenby
- Lydia Rose Bewley (en) (VF : Marie Chevalot) : Vicky Wilson
- Farzana Dua Elahe : Tania Patel
- Paul Copley : Sidney Jeffreys
- Ged Simmons (en) : Eddie Eastwood
- Shirley Dixon : Joan Jeffreys
- Hannah Walters (VF : Brigitte Aubry) : Kath Eastwood
- Dorothy Atkinson (en) : Barbara Ashworth
- Nathan Wright (en) : Colin Pitchfork
- Lily Armitage (VF : Fily Keita) : Sarah Jeffreys
- Jessica Woods : Carole Pitchfork
- Neil Edmond : Robin Ashworth
- Darren Bancroft (VF : Éric Peter) : Mr. Hopkirk

## Épisodes
1. Episode 1
2. Episode 2
3. Episode 3

En France, la série a été diffusée sur France 3 en trois épisodes de 45 minutes environ, dans la même soirée du 15 septembre 2016.

## Production
La série est commandée par les dirigeants du département de fiction dramatique d'ITV, Steve November et Victoria Fea, le 16 mai 2014. Le scénario est développé et écrit avec la participation de professeur Alec Jeffreys et du commissaire David Baker. Michael Crompton en est le scénariste, James Strong le réalisateur, Priscilla Parish la productrice et Simon Heath, de World Productions, le producteur délégué. Le tournage commence fin septembre 2014.

## Accueil
La série reçoit un accueil mitigé. La première partie est ainsi critiquée pour sa léthargie dramatique et sa dépendance aux clichés sur le crime dans la mise en place des deux personnages principaux. La description d'Alec Jeffreys tel un « geek » distrait est un stéréotype parmi tant d'autres souvent relatés. Gerard O'Donovan, du Daily Telegraph, le décrit « tellement attaché à ses expériences que son mariage est en permanence au bord du gouffre ». Julia Raeside, du Guardian, écrit qu'il y a « tellement de scènes où il rate le spectacle de l'école ou reçoit un appel de sa femme lui disant que c'est le chien qui mange son dîner. Les remarques de ses collègues, du type « ne travaille pas trop tard » ou « tu ne rentres pas ? », sont si répétitives que cela nous en gâche le plaisir ». Chris Bennion, de l'Independent, estime pour sa part que la série « a l'empreinte génétique des innombrables polars partout sur lui ».
Alex Hardy, du Times, se révèle moins critique, lui attribuant quatre étoiles sur cinq, et affirme que « la docufiction joue de la tragédie avec optimisme », mais ajoutant tout de même qu'« inévitablement, elle contient des éléments ringards ». Le Daily Mail lui donne la même note et explique que « contrairement à beaucoup de polars, Code of a Killer évite la pornographie mortuaire : il n'y a pas de corps nu sur une table de morgue. En réalité, on ne voit aucune victime ».